# جردون مكدونلد
كوردون ماكدونالد (1885–1966 Gordon Macdonald) سياسي بريطاني وآخر حاكمي نيوفنلند البريطانيين كما أنه آخر رئيس تفويضي، خدم مذ عام ألف وتسعمئة وستة وأربعين إلى أن انضمت المستعمرة إلى كندا ثم تصير إقليما في عام ألف وتسعمئة وتسعة وأربعين—ليغدو عضو برلمان حزب العمال.
هجر ماكدونالد نيوفنلند بعد ضم الجزيرة إلى كندا، وبعد رحيله بيومين—أي يوم 08.03.1949—نشرت صحيفة The Evening Telegram ذ إيفنين تلغرام تهنئته:
لكن المحررين اكتشفوا بعد بضع أسابيع من نشر قصيدته أنه ضمنها The Bastard ذ باستارد «الهجين».